# ユニバース (テーブルトークRPG)
ユニバース (Universe) は、米国SPI社が1981年夏に発行したSFテーブルトークRPGである。その後著作権はTSR社（現ウィザーズ・オブ・ザ・コースト）に移っている。デザイナーは、ジョン・バターフィールド。
人類が宇宙を探検し殖民している24世紀という時代を舞台にしたRPGである。
SPI社のファンタジーRPGDragonQuestと同様、シミュレーションゲームの影響が強いシステムであった。宇宙船同士の戦闘システムである『DeltVee』は実際にシミュレーションゲームとしても単体でSPI社のファンタジー・SFゲーム専門誌Ares9号の付録となった。本格的な展開が期待されていたが、1982年SPI社が倒産し、著作権を取得したTSR社は積極的なサポートをしないまま販売を打ち切ってしまった。